# MC PH
Pedro Henrique de Oliveira Rocha (São Paulo, 27 de junho de 1997), mais conhecido pelo nome artístico MC PH, é um cantor, compositor e empresário brasileiro. Ficou reconhecido pelo seu álbum "O Cara do Momento" e pela single Com colaboração do DJ brasileiro DJ GBR na single "Let's Go 4". 

## Carreira
MC PH é natural de Vila Medeiros, bairro da Zona Norte da cidade de São Paulo. Lançou seu primeiro trabalho nas plataformas digitais em 2015, o Single Eu Te Conheço Sim. PH começou a ganhar notoriedade em 2022 após lançar a música "Os Bico tão se Perguntando", parte do Set "Let's Go 3", do MC IG. O clipe ultrapassa 100 milhões de visualizações no Youtube. No final de 2023, lançou o Álbum O Cara do Momento, contando com participações de peso como MC Hariel, MC Don Juan, MC Ryan SP, MC IG, MC Pedrinho, etc.
Em 2024, foi citado pela Billboard Brasil com seu hit "Tenho que me Decidir", ocupando a posição da segunda música mais tocada no Brasil.

## Discografia
- Pronto pra Guerra (2021)
- ECLÉTICO (2023)
- O Cara do Momento (2023)
- O Cara do Momento, Vol. 2 (2024)